# Валери Запрянов
Валери Любенов Запрянов е български журналист/iздател и главен редактор на седмичното списание „Тема“. Един от създателите на в. „Стандарт“. Бил е директор на Канал 1 на БНТ, главен редактор на сп. „Сега“, коментатор и зам.-отговорен секретар на в. „Дума“, редактор в „Работническо дело“ и „Пиринско дело“. Прави интервюта с японци през 2000 г. и в Индия.

## Биография
Роден е на 12 август 1954 година в Благоевград. Негов дядо е Запрян Стоянов, македоно-одрински опълченец в Трета рота на Петнадесета щипска дружина, роден в село Висока, Егейска Македония.
През 2007 година списание „Тема“ влиза в наградите „Superbrands“.
През февруари 2012 година е избран за председател на новоучредения Български медиен съюз.
На 28 юли 2022 година е утвърден за член (мандат 2022 — 2025 година) на управителния съвет на Българско национална радио (БНР) от Съвета за електронни медии, по предложение на генералния директор Милен Митев, с 3 (председател Соня Момчилова и членове Габриела Наплатанова и Галина Георгиева) на 2 гласа (членове Пролет Велкова и Симона Велева).

## Награди
Носител е на журналистическата награда „Паница“ за поредица репортажи от войната в Сараево, Босна (1995).

## Семейство
През 1975 година сключва брак със Стела Запрянова, която е директор на 73 СУ „Владислав Граматик“  и на Частна детска градина „Херман Хесе“ (от 2016 до 2019 г.). Негова дъщеря е писателката и журналистка Катерина Хапсали, а син – журналистът Христо Запрянов. 